# Посольство России на Кубе
Посо́льство Росси́и в Гава́не — дипломатическое представительство России на Кубе. Посольство находится по адресу: Республика Куба, г. Гавана, Мирамар, 5 авенида, № 6402, между улицами 62 и 66.

## История
Строительство началось в декабре 1978 и было завершено в ноябре 1987 года. Первоначально здесь находилось посольство СССР, а после распада Советского Союза — дипломатическая миссия Российской Федерации.

## Архитектурные особенности здания
Главными авторами проекта были Александр Григорьевич Рочегов и его жена Мария Александровна Энгельке с участием проектной организации Моспроект-1.
Комплекс зданий Посольства России в Гаване является ярким представителем стиля брутализм. Здание находится в центральной части города на участке площадью около 3 ГА. Вдоль здания проходит одна из главных магистралей города. Недалеко от здания расположены городская набережная и пляж.
В связи с жарким климатом проектом предусмотрены архитектурные особенности здания: небольшие по площади оконные проемы, теневые навесы, крытые переходы, глубокие лоджии. Также предусмотрены специальные солнцезащитные устройства.
Главные фасады облицованы местным известняком. Камень имеет красивую слоистую структуру и легко поддаётся обработке.
Наружные стены башни административного здания и перекрытия выполнены из сборно-монолитных конструкций.
Архитектор В. Хавин писал:
В комплексе посольства СССР в Гаване А. Г. Рочегов решает исключительно трудную проблему — создание здания со сложной пространственной и функциональной структурой, в котором сочетается живописность композиции с образом правительственного учреждения. Контраст высотного и горизонтальных объемов, тонкая и разнообразная разработка фасадов, позволили создать значительный ансамбль, хорошо сочетающийся с национальными и климатическими особенностями Кубы. Работа выполнялась в творческом содружестве с архитектором и художником М. А. Энгельке.